# H.263
H.263 یا اچ. ۲۶۳ برای فشرده سازی استاندارد ویدئو به کار می‌رود. این پروژه در یکی از اعضای خانواده H.26× است. از اعضای دیگر این خانواده می‌توان به H.264/MPEG-4 AVC اشاره کرد.